# Igé (Orne)
Igé és un municipi francès situat al departament de l'Orne i a la regió de Normandia. L'any 2007 tenia 689 habitants.

## Demografia

### Població
El 2007 la població de fet d'Igé era de 689 persones. Hi havia 304 famílies de les quals 104 eren unipersonals (36 homes vivint sols i 68 dones vivint soles), 96 parelles sense fills, 80 parelles amb fills i 24 famílies monoparentals amb fills.
La població ha evolucionat segons el següent gràfic:
Habitants censats

### Habitatges
El 2007 hi havia 435 habitatges, 311 eren l'habitatge principal de la família, 89 eren segones residències i 35 estaven desocupats. 428 eren cases i 6 eren apartaments. Dels 311 habitatges principals, 210 estaven ocupats pels seus propietaris, 94 estaven llogats i ocupats pels llogaters i 6 estaven cedits a títol gratuït; 4 tenien una cambra, 31 en tenien dues, 48 en tenien tres, 109 en tenien quatre i 118 en tenien cinc o més. 225 habitatges disposaven pel capbaix d'una plaça de pàrquing. A 161 habitatges hi havia un automòbil i a 115 n'hi havia dos o més.

### Piràmide de població
La piràmide de població per edats i sexe el 2009 era:
| Homes | Edats   | Dones |
| ----- | ------- | ----- |
| 0     | 95 o +  | 0     |
| 0     | 90 a 94 | 0     |
| 8     | 85 a 89 | 0     |
| 0     | 80 a 84 | 16    |
| 12    | 75 a 79 | 16    |
| 24    | 70 a 74 | 28    |
| 16    | 65 a 69 | 28    |
| 24    | 60 a 64 | 12    |
| 28    | 55 a 59 | 16    |
| 20    | 50 a 54 | 32    |
| 20    | 45 a 49 | 16    |
| 28    | 40 a 44 | 16    |
| 24    | 35 a 39 | 32    |
| 40    | 30 a 34 | 40    |
| 12    | 25 a 29 | 4     |
| 12    | 20 a 24 | 16    |
| 20    | 15 a 19 | 20    |
| 20    | 10 a 14 | 28    |
| 40    | 5 a 9   | 20    |
| 24    | 0 a 4   | 16    |

## Economia
El 2007 la població en edat de treballar era de 425 persones, 321 eren actives i 104 eren inactives. De les 321 persones actives 298 estaven ocupades (163 homes i 135 dones) i 23 estaven aturades (12 homes i 11 dones). De les 104 persones inactives 50 estaven jubilades, 23 estaven estudiant i 31 estaven classificades com a «altres inactius».

### Ingressos
El 2009 a Igé hi havia 312 unitats fiscals que integraven 715,5 persones, la mediana anual d'ingressos fiscals per persona era de 16.064 €.

### Activitats econòmiques
Dels 31 establiments que hi havia el 2007, 1 era d'una empresa extractiva, 1 d'una empresa alimentària, 1 d'una empresa de fabricació de material elèctric, 2 d'empreses de fabricació d'altres productes industrials, 7 d'empreses de construcció, 5 d'empreses de comerç i reparació d'automòbils, 2 d'empreses de transport, 1 d'una empresa d'hostatgeria i restauració, 1 d'una empresa financera, 1 d'una empresa immobiliària, 6 d'empreses de serveis, 1 d'una entitat de l'administració pública i 2 d'empreses classificades com a «altres activitats de serveis».
Dels 8 establiments de servei als particulars que hi havia el 2009, 1 era un paleta, 3 lampisteries, 1 electricista, 1 empresa de construcció, 1 perruqueria i 1 restaurant.
Dels 3 establiments comercials que hi havia el 2009, 1 era una botiga de més de 120 m², 1 una botiga de menys de 120 m² i 1 una fleca.
L'any 2000 a Igé hi havia 27 explotacions agrícoles que ocupaven un total de 2.140 hectàrees.

## Equipaments sanitaris i escolars
El 2009 hi havia una escola elemental.

## Poblacions més properes
El següent diagrama mostra les poblacions més properes.